# Caps de la màfia
Caps de la màfia (títol original: Hoodlum) és un thriller  estatunidenc de Bill Duke estrenat l'any 1997. Ha estat doblada al català.

## Argument
L'endemà de la Prohibició, Harlem és sota el cop de la Gran Depressió i la loteria falsificada constitueix un gruix d'ingressos suplementaris per als habitants i una important font de guanys per a la seva responsable, Stéphanie St.Clar, anomenada Madame Queenie (Cicely Tyson), fins que la seva hegemonia és qüestionada per Dutch Schultz (Tim Roth), mafiós jueu alemany, que aconsegueix imposar-se amb violència al barri novaiorquès. La reacció ve de « Bumpy » Johnson (Laurence Fishburne), l'home de confiança de la padrina, que engega violents enfrontaments, ocasionant nombrosos morts. Dutch es veu a més confrontat a un altre problema provocat pel seu comportament: es posa en contra el Sindicat del crim i el seu membre carismàtic, Lucky Luciano (Andy Garcia).

## Repartiment
- Laurence Fishburne: Bumpy Johnson
- Tim Roth: Dutch Schultz
- Vanessa Lynn Williams: Francine Hughes
- Andy Garcia: Lucky Luciano
- Cicely Tyson: Stéphanie St. Clar
- Chi McBride: Illinois Gordon
- Clarence Williams III: Bub Hewlett
- Richard Bradford: Capità Foley
- William Atherton: Thomas Dewey
- Loretta Endevina: Pigfoot Mary
- Queen Latifah: Sulie
- Mike Starr: Albert Salke
- Bonic Starr: Jules Salke
- Paul Benjamin: Whispers
- Teddy-H: Bo Weinberg

## Rebuda
Crítica
- "Gran pressupost, grans estrelles, estupenda factura de producció i un rotund fracàs. Raons: un guió pla i un director incapaç de treure-li partit. A més és molt llarga"[3]

Nominacions
- 1998
  - Acapulco Black Film Festival
  - Imatge Awards

## Banda original
Té dues bandes originals:
- La B.O. de Elmer Bernstein Hoodlum a (RCA) l'any 1997
- Algunes cançons no apareixen al film però són presents a l'àlbum Hoodlum: Music Inspired By The Motion Picture (Interscope Rècords) 1997.

1. Hoodlum - Mobb Deep & Rakim
2. So Good - Davina
3. Basin Street Blues - L.V.
4. I Can't Believe - 112 & Faith Evans
5. Dirty The Moocher - Wu-Tang Clan
6. Lucky Dayz - Adriana Evans
7. Gansta Partna - Cool Breeze
8. Zoom - Big Bub
9. Street Life - Rahsaan Patterson
10. Certainly - Erykah Badu
11. No Guarantee - Chico Debarge
12. Harlem Is Home - Tony Rich